# Neochelanops
Genre
Neochelanops est un genre de pseudoscorpions de la famille des Chernetidae.

## Distribution
Les espèces de ce genre se rencontrent au Chili, en Argentine et au Pérou.

## Liste des espèces
Selon Pseudoscorpions of the World (version 3.0) :
- Neochelanops fraternus (Beier, 1964)
- Neochelanops michaelseni (Simon, 1902)
- Neochelanops patagonicus (Tullgren, 1900)
- Neochelanops peruanus (Mahnert, 1984)

et décrite depuis :
- Neochelanops unsaac Zaragoza, Condori Ccoto & Del Castillo Espinoza, 2019

## Publication originale
- Beier, 1964 : Die Pseudoscorpioniden-Fauna Chiles. Annalen des Naturhistorischen Museums in Wien, vol. 67, p. 307-375 (texte intégral).